# Albert Andor

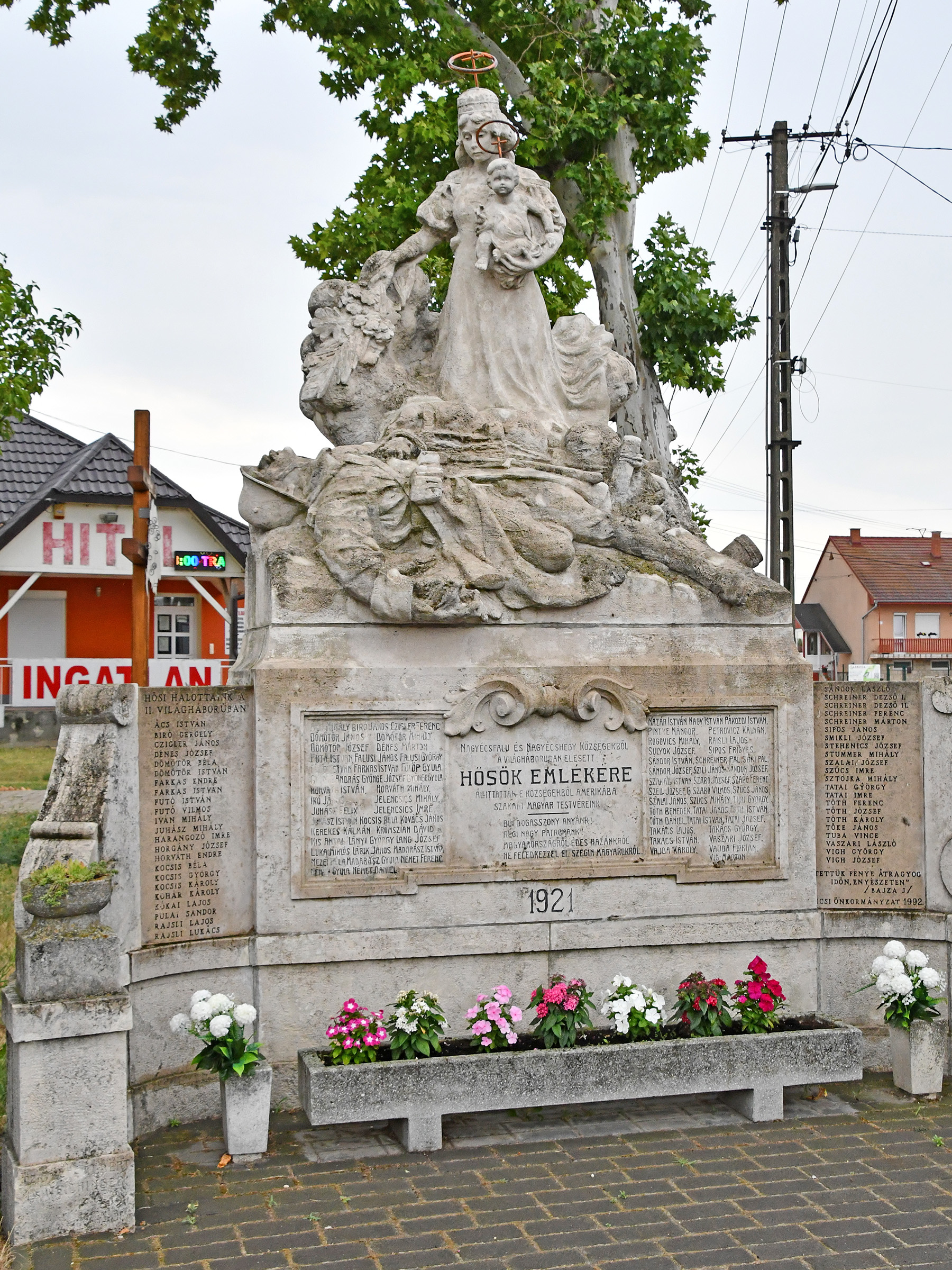
Első világháborús emlékmű, Écs

Albert Andor (Baja, 1876. november 11. – Győr, 1940. február 1.) magyar szobrászművész.

## Életpályája
A budapesti Országos Magyar Iparművészeti Iskolában, Mátrai Lajos vezetése alatt végzett előtanulmányok után Strobl Alajos mesteriskolájában tanult. 1900-ban az Országos Magyar Képzőművészeti Társulat kiállításán Munkácsy Mihályt ábrázoló mellszobrával elnyerte a Harkányi-díjat. 1905-től Aradon élt. Részt vett az 1907-ben kiírt Kossuth-szobor pályázaton, 1912-ben az aradi Kossuth-kút pályázatán első díjat nyert. Tárcái jelentek meg az Arad és Vidéke című lapban.
1919-től Győrben működött. Tevékenyen részt vett a város művészeti életében, többek között részt vett a Győri Képző- és Iparművészeti Társulat megalapításában. 1923-tól az Nádor szállóban nyitott műtermet, illetve ugyanitt szobrásziskolát vezetett.
Stílusára a historizáló stílus mellett a szecesszió gyakorolt mély benyomást. Elsősorban portré- és síremlékszobrokat, illetve háborús emlékműveket készített. Az ő munkája a Magyarországon 1921-ben elsőként felállított écsi első világháborús hősi emlékmű. Műveinek többsége megsemmisült.